# Фёдоров, Альберт Викторович
Альберт Викторович Фёдоров (род. 16 февраля 1937, Свердловск) — советский хоккеист, нападающий. Советский и российский тренер. Заслуженный тренер РСФСР (1982).

## Биография
В детстве занимался лёгкой атлетикой, футболом, хоккеем, имел 1 спортивный разряд по лыжным гонкам. В 1951-м в 7-м классе записался в хоккейную секцию свердловского «Спартака» на стадионе УПИ. Первый тренер — Георгий Фирсов. Фёдоров играл в футбол на первенство города за команду ВИЗ 1935 г. р.
В 1954 году окончил 10 классов средней школы в Свердловске и школу пилотов в аэроклубе. Получил профессию пилот-спортсмен, летал на самолетах ПО-2 и ЯК-18. По настоянию отца стал обучаться в лётном училище в Актюбинске, играл на первенство Казахской ССР по хоккею за «Динамо» Актюбинск. Обладатель Кубка Казахской ССР (1954/55).
По приглашению Бориса Кулагина перешёл в ОДО (Чкалов). Чемпион Военно-Воздушных Сил СССР по футболу (лето 1956). Играл за СКВО (Оренбург) в чемпионате РСФСР по хоккею с шайбой.
В 1957 году вернулся в «Спартак», но на первой же тренировке сломал ногу. Работал на заводе «Уралмаш» и играл за команду «Уралмашзавод».
С 1961 года стал играть за «Спартак». В 1965 году вслед за старшим тренером Иваном Крачевским перешёл в нижнетагильский «Спутник» — в 27 лет прыгал с парашюта, неудачно приземлился на колено, получил травму и больше не мог полноценно играть в хоккей. В 1968—1970 годах играл за «Шофёр» Свердловск.
С 1970 года стал работать в клубной команде завода «Уралмаш» тренером по хоккею и футболу. В 1972 году перешёл в хоккейную школу «Юный спартаковец». В 1974 году команда 1955 года рождения стала бронзовым призером первенства СССР. Тренер команды мастеров «Титан» Березники (1975/76). В 1976 году перешёл в «Юность» Свердловск. В 1980 году команда СКА-«Юность» 1963 г. р. стала победителем первенства СССР.
Окончил Свердловский ГПИ (1977).
В 1982 году по приказу Бориса Ельцина стал старшим тренером команды «Автомобилист» Свердловск, с которой в 1984 году вышел в высшую лигу. В 1987—1990 годах — главный тренер команды второй лиги «Южный Урал» Орск. Был тренером в «Торосе», отработал сезон в югославской команде «Црвена звезда» Белград.
В 1992 году в Свердловске создал женскую команду «Ведьмы Урала». В первом же сезоне команда вышла финал Кубка России и заняла второе место в финале первенства России. Первый тренер женской сборной России. Тренер (1993—1994), главный тренер (1994—1998, 2000—2002) второй команды «Автомобилиста»/«Динамо-Энергии». Главный тренер «Юности» (1991 г.р., 2005—2007). Тренер в школах «Автомобилист» (2008—2009, 2013—2015), «Спартаковец» (2012—2013, 2015—2016), «Авто-Спартаковец» (2016—2019). Главный тренер команды первенства среди промышленных предприятий Свердловской области «Лига Заводов» «Титан» Екатеринбург (2020—2022)
Под руководством Фёдорова сборная Уральского государственного горного университета трижды подряд становилась чемпионом Студенческой хоккейной лиги и выигрывала Кубок европейских чемпионов среди студенческих команд.
С 2022 года — главный тренер команды УрФУ в Студенческой хоккейной лиге.
Награждён медалью ордена «За заслуги перед Отечеством» II степени и Почетной Грамотой Верховного Совета РСФСР.
Воспитал 28 мастеров спорта СССР, шесть чемпионов Европы среди юниоров, пять чемпионов мира среди молодежи, чемпиона Олимпийских игр (Илья Бякин). Среди воспитанников также Олег Старков, Андрей Мартемьянов, Леонид Трухно, Алексей Анисимов, Александр Безроднов, Сергей Горбунов, Игорь Лукиянов и другие игроки.